# Nguyễn Phúc Gia Tĩnh
Nguyễn Phúc Gia Tĩnh (chữ Hán: 阮福嘉靜; 8 tháng 7 năm 1831 – 6 tháng 6 năm 1860), phong hiệu Kim Hương Công chúa (金香公主), là một công chúa con vua Minh Mạng nhà Nguyễn trong lịch sử Việt Nam.

## Tiểu sử
Công chúa Gia Tĩnh sinh ngày 29 tháng 5 (âm lịch) năm Tân Mão (1831), là con gái thứ 38 của vua Minh Mạng, mẹ là Cửu giai Tài nhân Đỗ Thị Cương. Gia Tĩnh là chị em cùng mẹ với Gia Lạc Công chúa Nhàn Thục và hoàng tử Miên Khế (mất sớm).
Năm Tự Đức thứ 4 (1851), công chúa Gia Tĩnh lấy chồng là Phò mã Đô úy Lê Thuận Lý, người Lệ Thủy, Quảng Bình, là con trai của Chưởng vệ Lê Thuận Tĩnh. Phò mã Lý được phong Chưởng vệ, lãnh chức Thị vệ. Công chúa không có con nối dõi.
Năm Tự Đức thứ 13 (1860), Canh Thân, ngày 17 tháng 4 (âm lịch), công chúa Gia Tĩnh mất, hưởng dương 30 tuổi, được truy tặng làm Kim Hương Công chúa (金香公主), thụy là Nhu Tắc (柔則). Mộ của bà được táng tại Dương Xuân Hạ (nay tọa lạc tại khu vực 6, phường Thủy Xuân, Huế).